# DJ Evil Dee
DJ Evil Dee es un DJ y productor estadounidense originario de Brooklyn, Nueva York. Miembro de los grupos de hip hop Da Beatminerz (una agrupación de DJ's/Productores) y Black Moon, el primero actualmente solo con su hermano Mr. Walt y el segundo con los MC's Buckshot y 5ft. Pertenece al sello Duck Down. Con Da Beatminerz, aparte de producir para el Boot Camp Clik y sus grupos derivados, a finales de los 90's ampliaron su lista de clientes produciendo para artistas como Afu-Ra, Black Star, De La Soul, Eminem, Flipmode Squad, M.O.P., Mic Geronimo y O.C. En el nuevo milenio han seguido la producción haciendo beats para otra gente como Akrobatik, Big Daddy Kane, Craig G, Dilated Peoples, Jean Grae, KRS-One, Naughty By Nature y Wordsworth.